# Imperfet de l'indicatiu (català)
L'Imperfet de l'Indicatiu en català és un temps verbal utilitzat per expressar accions habituals en el passat. La seua designació prové de llatí "imperfectus" que en llengua original significa "inacabat" o "incomplet". Per això mateix l'imperfet s'utilitza en català per a expressar accions del passat habituals, és a dir, verídiques, sense haver trobat encara un punt final. Temps enrere s'emprava l'apel·latiu de "pretèrit" imperfet per designar aquest temps cosa que donava més precisió en indicar el seu caràcter passat.
Es tracta d'un temps simple de l'Indicatiu. És a dir, presenta una acció real i situada en un temps passat. Existeix igualment l'imperfet del Subjuntiu i, en oposició a aquest, el de l'Indicatiu s'empra per a accions que realment són existents, i no desitjades, o volgudes.

## Els valors de l'Imperfet
L'imperfet pot tenir dos utilitats dins de la frase:
- temporal
- modal

La primera situa l'imperfet com un temps que expressa el passat mentre que la segona situa l'imperfet en la modalitat, és a dir, s'empra per a expressar un decalatge amb la realitat (hipòtesi, situació imaginària) o una actitud particular de cara a l'interlocutor (una intenció).
Menjava mentre mirava la televisió. (temporal)
Volia comprar dues entrades, si us plau. (modal)

### Ús com a temps temporal
L'imperfet presenta una acció passada però en continuïtat o repetició dins d'aquest passat. Aquest caràcter de continuació i repetició és el que el distingeix del Perfet de l'Indicatiu, però també del perifràstic.
Per a aquest ús tenim doncs dues intencions,
- explicar que una cosa s'està desenvolupant en un passat
- que una acció fou habitual en el passat

En tots dos casos no hi ha precisió del moment passat. És a dir, no podem establir una escala que ens doni més informació sobre quan, concretament, va tenir lloc aquest passat.
planxava la roba mentre mirava la televisió (l'actor estava planxant en un passat incert)
En un sentit de continuïtat, és a dir, de progressió, l'Imperfet pot substituir-se per construccions en gerundi:
estava planxant la roba mentre mirava la televisió
Però, malgrat això, la forma triada per al gerundi segueix sent l'Imperfet: estava + planxat
Utilitzat com a passat de repetició, l'Imperfet es fa servir amb intenció de marcar una habitualitat que tanmateix ja no és certa en el moment present.
Llegia molts llibres quan em trobava de baixa (repetició)
En aquest sentit, quan es pretén indicar que l'acció ja és cosa passada, però habitual en aquell passat terminat, l'Imperfet esdevé un temps que col·loca l'esdeveniment en tela de fons. En contraposició, el Perfet, el Passat o el Perifràstic marquen, voluntàriament, el primer pla.
aleshores, tenia classes de música fins que un bon dia, hagué de deixar-les
En aquest exemple, l'ús del verb haver en passat simple posa més èmfasi en la segona acció, deixant la primera, que s'ha conjugat a l'Imperfet, en segon pla.

### Ús com a temps modal
En tant que verb utilitzat com a mode, l'Imperfet s'acostuma a utilitzar igualment per a desitjos i sol·licituds. Sent així no fa la seva funció bàsica, sinó que el parlant li'n dona una altra, la modal, expressant desitjos o demandes, peticions que es troben en l'eix del subjuntiu. Això explica, de fet, que es pugui substituir l'Imperfet pel Condicional de l'Indicatiu.
Si us plau, volia dues entrades per a les primeres dues pel·lícules. (imperfet)
Si us plau, voldria dues entrades per a les primeres dues pel·lícules. (condicional)

### Ús narratiu
L'Imperfet pot ser emprat dins la literatura com a forma de substitució dels temps de narració (passat simple, perifràstic, perfet i present) habituals com ara el present o el passat simple.
Uns instants més tard, Maigret baixava les escales, travessava el saló de mobles disparats, entrant a la terrassa. (La nit de la cruïlla, Georges Simenon)

## Formació de l'Imperfet

### Els pronoms personals
Els morfemes de persona són els que relacionen el verb amb una persona gramatical, generalment representada pels pronoms personals que l'acompanyen.
Ell canvia de texans tots els dies.
En català, els pronoms personals o morfemes de persona no són necessaris perquè la flexió verbal ja indica el gènere i el nombre. Per aquest motiu se solen elidir ben sovint, en llengua parlada com escrita. Tot i això, en cas de necessitar posar èmfasi o donar més rellevància a la persona gramatical, hom acostuma a no dispensar-los.
Jo toco el piano totes les tardes. -> Toco el piano totes les tardes. 
Ella té classes de piano totes les tardes. -> Té classes de piano totes les tardes.
Els pronoms personals en català són els següents:
| Pronom personal | Persona | Nombre   |
| --------------- | ------- | -------- |
| Jo              | 1a      | singular |
| Tu              | 2a      | singular |
| Ell / Ella      | 3a      | singular |
| Nosaltres       | 1a      | plural   |
| Vosaltres       | 2a      | plural   |
| Ells / Elles    | 3a      | plural   |

En particular, la segona persona, en català, posseeix tres graus de tractament els quals fan variar el verb. A la pràctica, és a dir, en llengua parlada, els tractaments no formals són d'ús molt recurrent i habitual mentre que es dona preferència a les formes formals en l'escrit. I encara dins la llengua escrita, s'acostuma a prioritza en administració les formes en "vós" perquè permet no distingir el gènere.
| Pronom personal | Verb                    | Exemple                                                         |
| --------------- | ----------------------- | --------------------------------------------------------------- |
| Tu              | 2a singular             | Portes un jersei nou!                                           |
| Vostè / Vostès  | 3a singular / 3a plural | Faci'm el favor... / Ens podrien confirmar la seua assistència? |
| Vós             | 2a plural               | Ompliu els requadres en blanc amb la forma correcta             |

### Les conjugacions
El català és una llengua flexionada de forma que els verbs presenten un lexema verbal (o arrel) que expressa el contingut lèxic del verb i es repeteix en totes les formes dels verbs regulars. Els morfemes verbals, en canvi, presenten variació, ja que expressen, en una mateixa desinència, el nombre, la persona, el temps i el mode.
| Verb        | Lexema verbal | Morfema verbal |
| ----------- | ------------- | -------------- |
| estudio     | estudi-       | -o             |
| descobreixo | descobr-      | -eixo          |
| perdo       | perd-         | -o             |

En conseqüència, els verbs es conjuguen en funció de les seves conjugacions o morfemes verbals d'arrel.
- Verbs acabats en -AR (1a conjugació)
- Verbs acabats en -ER o -RE (2a conjugació)
- Verbs acabats en -IR (3a conjugació)

Els verbs de la tercera conjugació poden ser purs o incoatius. Els verbs purs són els que segueixen el model regular de conjugació mentre que els incoatius afegeixen l'increment -eix o -ix segons la variant dialectal entre el lexema verbal i la terminació de la primera, segona, tercera persones del singular i la tercera del plural.
Obro la porta (pur)
Floreixen les flors del jardí (incoatiu)
Finalment, els verbs dur i dir són considerats verb de la segona conjugació, és a dir, es conjuguen segons el model regular de la segona conjugació, tot i presentar lexemes verbals irregulars.

### Construcció de l'Imperfet

#### Els verbs regulars
| Persona      | 1a conj. -AR | 2a conj. -RE o -ER | 3a conj. (purs i incoatius) |
| ------------ | ------------ | ------------------ | --------------------------- |
| Jo           | -ava         | -ia                | -ia                         |
| Tu           | -aves        | -ies               | -ies                        |
| Ell / Ella   | -ava         | -ia                | -ia                         |
| Nosaltres    | -àvem        | -íem               | -íem                        |
| Vosaltres    | -àveu        | -íeu               | -íeu                        |
| Ells / Elles | -aven        | -ien               | -ien                        |

#### Els verbs irregulars
Les irregularitats en valencià es presenten, majoritàriament, en:
- el morfema o la desinència verbal (envi-ar)
- el lexema verbal o radical verbal (beu-re)

Però també hi ha verbs que presenten irregularitats tant en el lexema com en el morfema. De forma general,
- els verbs escriure i viure canvien el seu morfema
- els verbs jeure, néixer, treure i péixer poden canviar les seves formes tòniques en -e per les àtones en -a
- els verbs ploure, beure, viure, deure, entre d'altres, canvien el morfema en funció del gerundi (ploure -> plovent -> plovia)
- el verb riure forma l'imperfet amb una -i (reia, reies, etc)

L'imperfet no és un temps amb gaires irregularitats però tot i així hi ha verbs que canvien la -u per la -i (creia, seia, veia, etc). Alguns verbs com "dir" hereten aquest principi (deia, deies, dèiem, etc). Finalment, el verb "caure" presenta irregularitat en el lexema verbal (caure -> queia).